# Bessie Smith

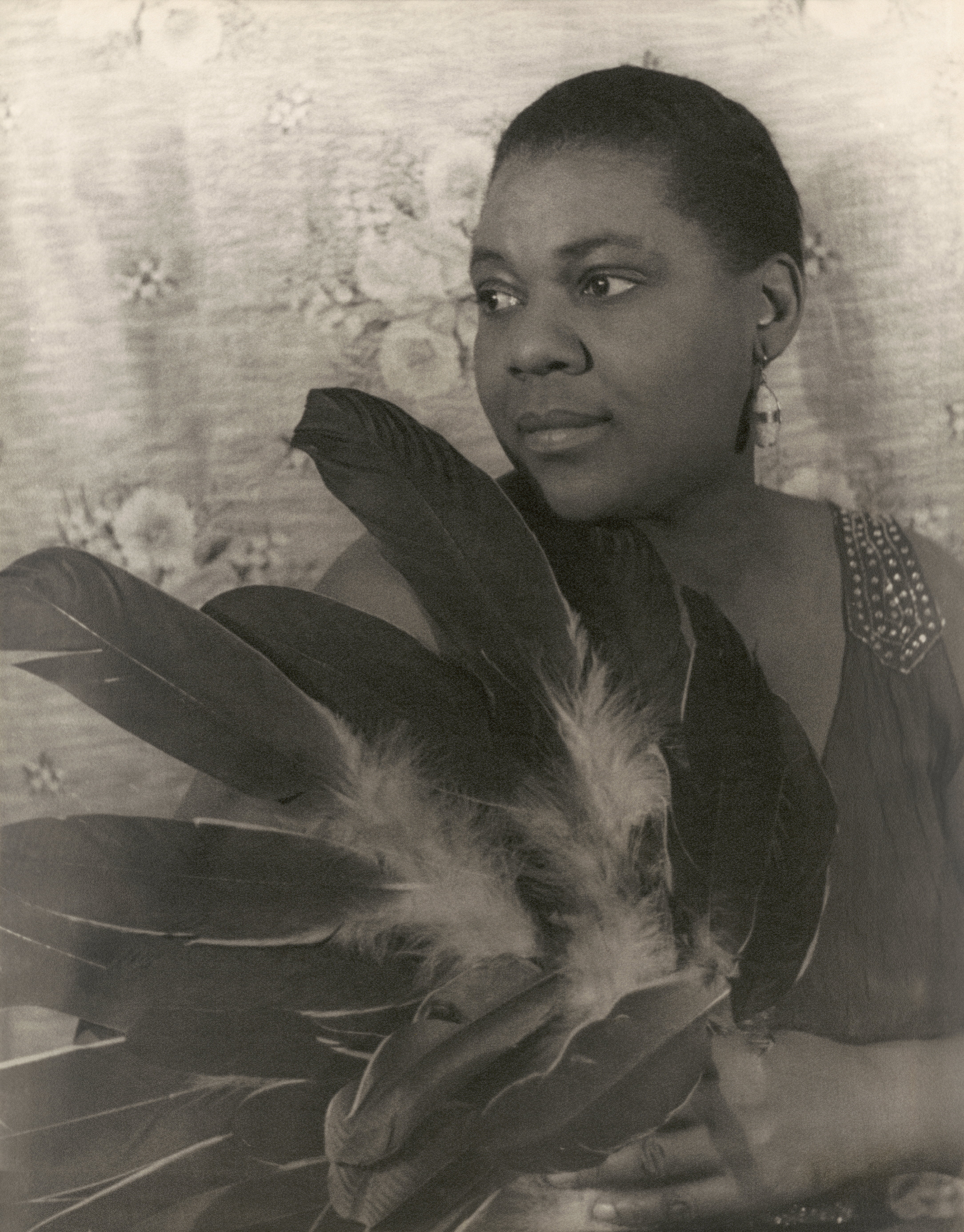
Bessie Smith, Fotografie von Carl Van Vechten, 1936

Bessie Smith [ˈbɛsɪ ˈsmɪθ] (* 15. April 1894 Anm.1 in Chattanooga, Tennessee; † 26. September 1937 in Clarksdale, Mississippi) war eine US-amerikanische Bluessängerin, vorwiegend in den 1920er Jahren aktiv, die mehr als 150 Schallplatten einspielte und als „Kaiserin des Blues“ galt.

## Leben
Bessie Smith war eines von sechs Kindern und wuchs in tiefster Armut in einer kleinen, baufälligen Hütte auf. Ihr Vater, ein Prediger der Baptisten-Gemeinde, starb kurz nach ihrer Geburt, ihre Mutter, als sie neun Jahre alt war. Diese Kindheit ist in ihrem Titel „Washwoman Blues“ beschrieben. Um aus dem Elend zu fliehen, schloss sie sich einem Vaudevilletheater an und zog mit ihm durch das Land. Mit 17 Jahren schloss sie sich der Moses-Stokes-Show, wo auch schon ihr Bruder Clarence arbeitete, als Tänzerin an. Dort traf sie auch das erste Mal auf Ma Rainey, die sie unter ihre Fittiche nahm. 1913 trat sie in Atlanta im Theatre 81 auf, wo sie von dem Schauspieler Leigh Whipper wahrgenommen wurde. Anschließend ging sie auf die Tourneen der Theater Owners Booking Association. 1918 erhielt sie ein Engagement in Baltimore.
Im Zuge der Prohibition bekam Bessie reichlich zu tun und hatte viele Auftritte in zahlreichen Clubs, welche zumeist im Besitz von Gangstern waren, die mit illegalem Alkoholausschank Geld machten. Die Kehrseite war, dass sie auch mit dem Alkohol in Berührung kam und schließlich alkoholkrank wurde. Auch dies spiegelt sich in zahlreichen Liedern wie The Gin House Blues, Me and My Gin oder Gimme a Pigfoot (And a Bottle of Beer) wider. In Philadelphia lernte sie Jack Gee, einen Nachtwächter, kennen. Bei ihrer ersten Verabredung kam es im Restaurant zu einer Schießerei, bei der Jack eine Schusswunde erlitt, der er fast erlag. Bessie besuchte ihn oft im Krankenhaus und schließlich heirateten sie 1923.

Bessie Smith – Down Hearted Blues (veröffentlicht im März 1923)

1921 trat sie zum ersten Mal im Standard Theatre in Philadelphia auf; im Jahr darauf gastierte sie mit dem Charlie-Johnson-Orchester im elegantesten Tanzlokal Atlantic Citys, im Paradise Gardens. Im Februar 1923 machte sie auch ihre ersten Plattenaufnahmen, u. a. den von ihrer Kollegin Alberta Hunter komponierten Down Hearted Blues, der sie berühmt machen sollte. Der Song war vier Wochen auf #1 der damaligen Billboard-Charts; in sieben Monaten wurden 870.000 Exemplare verkauft. 1924 trat sie das erste Mal in Chicago auf, dem Blues-Zentrum dieser Zeit. Hier entstand auch ihre nächste Single „Weeping Willow Blues“. In dieser Zeit arbeitete sie unter anderem auch mit Louis Armstrong zusammen und nahm mit weiteren Musikern wie Buster Bailey, Fletcher Henderson, Jack Teagarden oder Charlie Green auf. Bessie Smith sang häufig auch Stücke, die zum Repertoire ihrer Kolleginnen gehörten, wie den Graveyard Blues von Ida Cox oder den Bo-weavil Blues von Ma Rainey; „sie verstand es jedoch, das verwendete Material umzuwandeln und ihm den Stempel ihrer starken Persönlichkeit aufzudrücken,“ oder sie verwendete das reichhaltige Volksmusikgut aus dem Süden, das sie mit ihren Mitarbeitern wie James P. Johnson oder Clarence Williams umarbeitete.
Mit ihrer „leidenschaftlichen Stimme“ war sie „die Attraktion der Harlem Frolics Show“, wo sie zwischen 1925 und 1927 auftrat. Als dann die Begeisterung für den Blues nachließ, war Smith gezwungen, wieder auf Tour durch die Südstaaten zu gehen. Im März 1928 kam das Stück Empty Bed Blues heraus. Anm.2 Darin gab es viele anzügliche Bemerkungen über die Liebeskünste des Geliebten. Dies setzte sich in vielen ihrer Lieder fort, die Ende der 1920er Jahre entstanden.
Am 30. September 1929 erschien der im Mai des Jahres aufgenommene Song Nobody Knows You When You’re Down and Out, der ihr letzter Charterfolg werden sollte (Platz 15). Im gleichen Jahr wurden noch weitere Stücke eingespielt; sie drehte auch für RKO Pictures einen Musikfilm (St. Louis Blues; Regie: Dudley Murphy), bei dem unter anderem James P. Johnson, Mitglieder des Fletcher Henderson Orchesters und der Hall Johnson Choir mitwirkten. 1931 kündigte aber Columbia Records den Vertrag mit ihr. Von ihren letzten Einspielungen zwischen 1930 und 1933 wurden nur ein paar 100 Exemplare produziert; am 24. November 1933 nahm sie unter Leitung von John Hammond noch weitere Songs auf, in denen sie sich stilistisch dem Jazz annäherte (Gimme a Pigfoot). 1935 erhielt sie ein Engagement in der Show Stars over Broadway des Apollo Theater.
1936 rückte sie noch einmal ins Rampenlicht, als sie die Chance bekam, für die erkrankte Billie Holiday im Harlemer Nachtclub Connie’s Inn aufzutreten. Jetzt schien sich das Publikum wieder für sie zu interessieren, und die Arbeitsangebote häuften sich. Produzent John Hammond engagierte sie 1937 für seine neue Show From Spirituals to Swing, wo sie aber nicht mehr auftreten sollte.

## Tod
Am 26. September 1937 fuhr sie gemeinsam mit ihrem Liebhaber Richard Morgan mit ihrem Wagen in Mississippi, als sie einen Lastwagen streiften und der Wagen sich überschlug. Die ersten Leute an der Unfallstelle waren Hugh Smith, ein Chirurg aus Memphis, und sein Fischerkumpel Henry Broughton. Chris Albertson, der Biograph von Bessie Smith, führte in den frühen 1970er Jahren ein detailliertes Interview mit Hugh Smith zum Unfallhergang. Bessie Smiths rechter Arm und ihre Rippen wurden schwer verletzt. Sie wurde in ein Krankenhaus für Schwarze aufgenommen. Ihr rechter Arm wurde amputiert. Nach Angaben des behandelnden Arztes starb sie einen Tag nach dieser Operation, ohne das Bewusstsein wiedererlangt zu haben.
Es gibt noch andere Schilderungen, auf welche Art, zu welchem Zeitpunkt und an welchem Ort sie gestorben ist:
- Sie wurde, im Gegensatz zu weißen Verletzten, am Unfallort nicht verarztet und verblutete daraufhin ebenda.
- Sie starb auf dem Weg ins Krankenhaus.
- Sie wurde im Krankenhaus für Weiße nicht aufgenommen und verblutete, bzw. mehrere Krankenhäuser hätten sich geweigert, die Verletzte aufzunehmen, worauf diese auf den Stufen einer Klinik verstarb. Eine dieser Versionen geht auf ein Zeitungsinterview des Magazins Down Beat mit dem Produzenten John Hammond zurück.

Bessie Smith wurde 1980 in die Blues Hall of Fame und 1984 in die National Women’s Hall of Fame aufgenommen; 1989 erhielt sie posthum den Lifetime Achievement Award.

## Sonstiges
Der tragische Tod bewog 1959 Edward Albee zu dem Einakter The Death of Bessie Smith, in dem die Variante vertreten wird, dass der sterbenden Sängerin der Zutritt zu einer Klinik für Weiße untersagt wurde. Bernard Malamud zitiert sie in The Tenants auf dem Vorblatt seines Romans: I got to make it, I got to find the end ….
Die Sängerin Janis Joplin, eine große Verehrerin von Bessie Smith, wollte 1970 deren Grab besuchen und stellte dabei angeblich fest, dass ihr Idol anonym beerdigt worden war. Daraufhin ließ Joplin einen Grabstein für die Verstorbene setzen, der die Inschrift trägt: „The Greatest Blues Singer In The World Will Never Stop Singing – Bessie Smith – 1895–1937“ („Die größte Blues-Sängerin der Welt wird niemals aufhören zu singen“). Nach anderen Quellen bezahlte Juanita Green, eine Bürgerrechtlerin und Krankenschwester aus Philadelphia, den Grabstein zur Hälfte und Joplin trug, nachdem man sie telefonisch darum gebeten hatte, die andere Hälfte der Kosten.
Rick Danko und Robbie Robertson von The Band veröffentlichen zusammen mit Bob Dylan auf der LP The Basement Tapes, aufgenommen 1967 im Keller des legendären Big Pink, einen Song namens Bessie Smith. Norah Jones coverte diesen Song auf ihren Konzerten.
Leben und Tod von Bessie Smith sind Thema der Jazzoper Cosmopolitan Greetings von Allen Ginsberg (Libretto), George Gruntz (Jazz-) und Rolf Liebermann (Zwölftonmusik), die 1988 in Hamburg uraufgeführt wurde.
Der Begleittext des Albums The World’s Greatest Blues Singer, eine Zusammenstellung ihrer bekanntesten Titel, wurde 1971 mit einem Grammy bedacht.
2015 erschien die Filmbiografie Bessie auf HBO. Smith wird darin von Queen Latifah dargestellt.

## Stimmen ihrer Kollegen
„Da ist sie. Strahlend ist das einzige Wort, das sie beschreiben kann. Natürlich, sie ist nicht schön, aber für mich ist sie es. Ein weißes, schimmerndes Abendkleid, eine großartige hoch gewachsene Frau, und sie beherrscht die Bühne und das ganze Haus vollständig, wenn sie den ‚Yellow Dog Blues‘ singt. Ja, ich kann es nicht ausdrücken, aber sie hat eben Ausstrahlung und erfasst und fesselt mich. Es gibt keine Erklärung für ihren Gesang, ihre Stimme.“

## Diskografische Hinweise
| Aufnahmedaten       | Stücke                                                                                                   | Begleitmusiker |
| ------------------- | --- | --- |
| 1923: 17. Februar   | Down Hearted Blues                                                                                       | Clarence Williams (Klavier) |
| 1923: 7. April      | Ticket Agent Ease Your Window Down                                                                       | Robert Robbins (Violine); Irving Johns (Klavier) |
| 1923: 21. September | Jailhouse Blues                                                                                          | Irving Johns (Klavier) |
| 1924: 4. April      | Sorrowful Blues                                                                                          | John Griffin (Gitarre); Robert Robbins (Violine) |
| 1924: 23. Juli      | House Rent Blues                                                                                         | Charlie Green (Posaune); Fletcher Henderson (Klavier) |
| 1924: 26. September | Weeping Willow Blues                                                                                     | Joe Smith (Kornett); Charlie Green (Posaune); Fred Longshaw (Klavier) |
| 1924: 6. Dezember   | Follow the Deal On Down                                                                                  | Buster Bailey und Don Redman (Klarinetten); Fred Longshaw (Klavier) |
| 1925: 24. Januar    | St. Louis Blues; Reckless Blues; You’ve Been a Good Ole Wagon; Sobbin’ Hearted Blues; Cold In and Blues  | Louis Armstrong (Kornett); Fred Longshaw (Harmonium in den ersten zwei Stücken; Klavier in den anderen drei Stücken) |
| 1925: 5. Mai        | Cake Walking Babies; The Yellow Dog Blues                                                                | Joe Smith (Trompete); Charlie Green (Posaune); Buster Bailey (Klarinette); Coleman Hawkins (Tenorsaxophon); Fletcher Henderson (Klavier); Charlie Dixon (Banjo); Bob Escudero (Tuba); Kaiser Marshall (Schlagzeug)              |
| 1925: 26. Mai       | Careless Love Blues; Nashville Woman’s Blues                                                             | |
| 1925: 27. Mai       | I Ain’t Gonna Play No Second Fiddle; J.C. Holmes Blues                                                   | Louis Armstrong (Kornett); Fred Longshaw (Klavier); Charlie Green (Posaune) |
| 1925: 18. November  | At the Christmas Ball                                                                                    | Joe Smith (Trompete); Charlie Green (Posaune); Fletcher Henderson (Klavier) |
| 1926: 18. März      | Jazzbo Brown from Memphis Town; The Gin House Blues                                                      | Fletcher Henderson (Klavier); Buster Bailey (Klarinette) |
| 1926: 4. Mai        | Baby Doll; Money Blues; Lost Your Head Blues                                                             | Joe Smith (Trompete); Fletcher Henderson (Klavier) |
| 1926: 10. Oktober   | One and Two Blues; Young Woman’s Blues                                                                   | Joe Smith (Trompete); Buster Bailey (Klarinette); Fletcher Henderson (Klavier) |
| 1927: 2. März       | Alexander’s Ragtime Band; Muddy Water; After You’ve Gone; There’ll Be a Hot Time In the Old Town Tonight | Joe Smith (Trompete); Fletcher Henderson (Klavier); Charlie Dixon (Banjo); Jimmy Harrison (Posaune); Coleman Hawkins spielt Klarinette in den ersten zwei Stücken; Buster Bailey spielt Klarinette in den letzten drei Stücken. |
| 1927: 3. März       | Trombone Cholly                                                                                          | Joe Smith (Kornett); Charlie Green (Posaune); Fletcher Henderson (Klavier) |
| 1927: 27. September | Mean Old Bedbug Blues; A Good Man is Hard to Find                                                        | Porter Grainger (Klavier); Lincoln Conoway (Gitarre) |
| 1928: 20. März      | Empty Bed Blues                                                                                          | Charlie Green (Posaune); Porter Grainger (Klavier) |
| 1928: 24. August    | Poor Man’s Blues                                                                                         | Joe Williams (Posaune); Ernest „Sticky“ Elliot, Bob Fuller (Saxophon); Porter Grainger (Klavier) |
| 1928: 25. August    | Me and My Gin                                                                                            | Joe Williams (Posaune); Porter Grainger (Klavier) |
| 1929: 8. Mai        | Kitchen Man                                                                                              | Clarence Williams (Klavier); Eddie Lang (Gitarre) |
| 1929: 29. Mai       | Nobody Knows You When You’re Down and Out                                                                | Ed Allen (Kornett); Clarence Williams (Klavier); Cyrus St. Clair (Tuba) |
| 1930: 27. März      | New Orleans Hop Scop Blues                                                                               | Louis Bacon (Trompete); Charlie Green (Posaune); Garvin Bushell (Klarinette); Clarence Williams (Klavier) |
| 1930: 22. Juli      | Black Mountain Blues                                                                                     | Trompete und Klavier unbekannt (möglicherweise Deamus Dean oder Ed Allen mit Clarence Williams) |
| 1931: 20. November  | I Need a Little Sugar in My Bowl                                                                         | Fred Langshaw oder Clarence Williams (Klavier) |
| 1933: 24. November  | Gimme a Pigfoot; Take Me for a Buggy Ride; Do Your Duty; I’m Down in the Dumps                           | Frankie Newton (Trompete); Jack Teagarden (Posaune); Chu Berry (Tenorsaxophon); Buck Washington (Klavier); Bobby Johnson (Gitarre); Billy Taylor (Bass); in Gimme a Pigfoot wirkt außerdem Benny Goodman mit.                   |